# Paul Vidal
Paul Antoine Vidal (Toulouse, 16 juni 1863 – Parijs, 9 april 1931) was een Frans componist, muziekpedagoog en dirigent. Soms gebruikte hij het pseudoniem Tony Auriol.

## Levensloop
Vidal studeerde eerst aan het conservatorium van Toulouse bij onder meer Paul Mériel en vanaf 1878 aan het Conservatoire national supérieur de musique te Parijs bij Jules Massenet, Antoine François Marmontel en César Franck. Hij behaalde in 1879 een 1e prijs in harmonie en twee jaar later 1e prijzen in contrapunt en fuga.
In 1883 won hij de prestigieuze Prix de Rome met zijn cantate Le Gladiateur. Vanaf 1894 was hij als professor voor begeleiding en vanaf 1910 voor solfège en compositie verbonden aan het Conservatoire national supérieur de musique te Parijs. Tot zijn leerlingen aldaar behoorden Paul Fauchet, Aleksandr Tsjerepnin, Robert Planel, Jules Semler-Collery, Henri Tomasi, Jacques Ibert, Lili Boulanger en Aaron Copland.
In 1889 werd hij 2e koordirigent, in 1892 chef-dirigent van het koor van de Opéra Garnier en in 1906 werd hij ook dirigent van het orkest. Van 1914 tot 1919 was hij dirigent van het orkest van de Opéra-Comique. Samen met Georges Marty richtte hij de Concerts de l'Opéra op.
Als componist schreef hij opera's, balletmuziek, cantates, motetten, koorwerken en kamermuziek.

## Composities

### Werken voor orkest
- Divertissement flamand, voor groot orkest
- M. de Pourceaugnac, ouverture

### Missen en geestelijke muziek
- Gloria Pater...
- La Vision de Jeanne d'Arc

### Cantates
- 1883 Le Gladiateur, cantate - tekst: Emile Moreau
- Ecce Sacerdos magnus, cantate
- Edith, cantate
- La Filleule des fées, cantate

### Muziektheater

#### Opera's
| Voltooid in | titel                  | aktes       | première     | libretto                                   |
| ----------- | ---------------------- | ----------- | ------------ | ------------------------------------------ |
| ?           | L'Amour dans les enfes | 1 akte      |              | A. Pigeon                                  |
| 1895        | Guernica               | 3 bedrijven | 1895, Parijs | Pierre Gailhard, Pierre Barthéolemy Gheusi |
| 1898        | La Burgonde            | 4 bedrijven | 1898, Parijs | Emile Bergerat, Camille Sainte-Croix       |
| 1900        | Ramsès                 | 1 akte      | 1900, Parijs | Joseph de Pesquidoux                       |

#### Operette
| Voltooid in | titel | aktes       | première     | libretto                                            |
| ----------- | ----- | ----------- | ------------ | --------------------------------------------------- |
| 1892        | Éros  | 3 bedrijven | 1892, Parijs | Jules Noriac, Adolphe Jaime (fils), Maurice Bouchor |

#### Balletten
| Voltooid in | titel                 | aktes                  | première          | libretto        | choreografie |
| ----------- | --------------------- | ---------------------- | ----------------- | --------------- | ------------ |
| 1893        | Fête russe            |                        |                   |                 |              |
| 1893        | La maladetta          | 2 aktes                | 1893, Parijs      | Pierre Gailhard |              |
| 1901        | L'Impératrice         | proloog en 2 bedrijven | 1901, Parijs      | Jean Richepin   |              |
| 1906        | Zino-Zina             | 2 bedrijven            | 1906, Monte Carlo | Jean Richepin   |              |
| 1909        | Ballet de Terpsichore |                        |                   |                 |              |

#### Toneelmuziek
- 1888 Le Baiser - tekst: Théodore de Banville
- 1898 La Reine Fiammette - tekst: Catulle Mendès

### Werken voor koor
- Berceuse angélique, voor vrouwenkoor

### Vocale muziek
- Ariette, voor zangstem en piano - tekst: Paul Collin (1845-1915)
- Chant d'Exil, voor zangstem en piano - tekst: Victor Hugo
- Le fidèle Coeur, voor zangstem en piano - tekst: Augustine-Malvina Souville Blanchecotte (1830-1878)

### Kamermuziek
- Andante, voor cello, harp en orgel
- Concertino, voor cornet en piano
- Pastorale, voor cello, harp en orgel
- Sérénade sur l’eau, voor viool en piano
- Solo de concert nr. 2, voor trombone en piano